# Jonathan Greening
Jonathan Greening, angleški nogometaš in trener, * 2. januar 1979, Scarborough, North Yorkshire, Anglija, Združeno kraljestvo.
Greening je nekdanji nogometaš, ki je igral na položaju levega napadalnega veznega igralca, lahko pa tudi na sredini zvezne vrste.

## Kariera
Za svoj prvi profesionalni klub York je Greening podpisal pogodbo konec sezone 1996–97 in se s klubom še isto leto uvrstil v angleško drugo ligo. Že po letu in pol igranja za York je 26. marca 1998 prestopil v Manchester United.
Kljub temu, da za Manchester ni igral v prvi postavi so ga opazili v angleški nogometni reprezentanci do 21 let in ga povabili k sodelovanju. V Manchestru je imel rezervno vlogo, saj je bilo v klubu takrat veliko bolj kvalitetnih veznih igralcev. Tako ni nastopil na nobeni tekmi Lige prvakov, le v finalu je bil leta 1999 izbran med šestnajsterico, vendar je tudi takrat celo tekmo ostal na klopi za rezervne igralce. Kljub temu je s klubom takrat osvojil prvenstvo, a se je po lastnih besedah počutil kot goljuf, ko je dvignil pokal zmagovalcev .
Greening je z Unitedom podaljšal pogodbo v sezoni 1999-2000, vendar se je leta 2001 odločil, da bo klub zapustil, saj tam ni dobil prave priložnosti za nastop v prvi postavi. Poleti 2001 je tako za 2 milijona odškodnine prestopil k Middlesbroughu. Greening je v Teessidu ostal tri sezone in bil v sezoni 2002/03 izbran za najboljšega igralca kluba. Takrat je bil tudi vpoklican v angleško nogometno reprezentanco, a v njej ni nikdar zaigral. Kljub tem uspehom je v sezoni 2003/04 manj pogosto igral v prvi postavi, zaradi česar se je odločil za odhod iz kluba. Za 1,25 milijona funtov je prestopil k West Bromwich Albionu
Greening je svojo prvo tekmo za Albion zaigral proti Blackburnu, v prvem dnevu sezone 2004/05, ki se je končala z rezultatom 1:1. V novem klubu je kmalu postal eden ključnih igralcev in pripomogel k temu, da se je Albion obdržal v angleški prvi ligi. V prvih treh sezonah je zaigral na 125 tekmah, od tega le sedemkrat kot zamenjava.
Poleti 2007 je pogodbo z West Bromom podaljšal za tri leta, kasneje pa je postal tudi kapetan moštva. S svojimi dobrimi predstavami na igrišču se je v tej sezoni večkrat uvrstil med najboljšo enajsterico Championshipa Greening zaradi suspenza ni smel nastopiti v petem kolu FA pokala proti Coventry Cityju, to pa je bila edina tekma, ki jo je izpustil v pokalu; v prvi postavi je zaigral na vseh 46 ligaških tekmah. V polfinalni tekmi FA pokala je bil kot kapetan tudi prisoten na tekmi proti Portsmouthu, ki jo je Albion izgubil z 1:0. Mesec kasneje je z ekipo postal zmagovalec Championshipa, kar je klubu prineslo napredovanje v Premier League

## Stil igre
Kljub temu, da je po naravi desničar lahko igra kjerkoli v zvezni vrsti. Sprva je Greening igral na bokih, kasneje pa se je preselil v sredino zvezne vrste. Soigralec iz Albiona Dean Kiely ga je opisal kot igralca, ki »deli žoge kot quarterback«.

## Trofeje
- UEFA Liga prvakov: 1999
- Football League Championship (II): 2008